# Casa de la Cultura Odón Betanzos Palacios
La Casa de la Cultura «Odón Betanzos Palacios» es una institución pública cultural en el municipio de Rociana del Condado, provincia de Huelva. El edificio en el que se localiza su sede forma parte del Conjunto Histórico protegido de Rociana del Condado. Su nombre se debe al poeta rocianero Odón Betanzos Palacios.

## El edificio

### Historia
El edificio en el que tiene su sede la institución es la antigua Ermita de San Bartolomé, construcción del siglo XVIII edificada sobre un antiguo convento dominico del siglo XV, junto al cual se encontraba el que pudo ser el primer cementerio de la población. Esta ermita estaba dedicada a San Bartolomé Apóstol, el mismo patrón al que está dedicada la parroquia del pueblo, de la que distaba escasos metros, algo muy poco común.
Esta ermita fue abandonada y el edificio entró en estado ruinoso, por lo que el ayuntamiento y la iglesia litigaron por la titularidad del inmueble. En 1982, el edificio fue derribado parcialmente, conservándose solo la cúpula y la portada. El edificio ya reformado, se inauguró el 6 de julio de 1986 por el entonces Presidente de la Junta de Andalucía, José Rodríguez de la Borbolla.

### Descripción
Se trata de un edificio de estilo barroco de tres plantas unidas por una escalera de caracol. Tras la reforma del edificio, de la ermita de San Bartolomé sólo se conserva la cúpula barroca de media naranja y la portada formada por arco de medio punto entre pilastras de orden dórico-toscano.
La cúpula está decorada con frescos en la que se representan elementos del mundo de las artes y las ciencias, así como de diferentes hitos de la historia de Andalucía, como el dolmen de Soto, la mezquita de Córdoba o el descubrimiento de América. Estos frescos son obra del pintor onubense Juan Manuel Núñez Báñez.

## Institución cultural
La primera planta del edificio es usada para exposiciones temporales. Parte de esta planta está ocupada por el centro Guadalinfo. La segunda planta está ocupada por un salón de actos. En la tercera planta se encontraba la biblioteca municipal hasta que fue trasladada al edificio de La Hacienda.